# Europastraße 601
Die Europastraße 601 (E 601) ist eine rund 62 Kilometer lange Europastraße des Zwischennetzes, die in Frankreich die Städte La Rochelle und Niort verbindet.

## Verlauf
Die Straße verläuft von Westen nach Osten; sie beginnt in La Rochelle, wo sie mit der Europastraße 602 zusammentrifft. Sie folgt der weitgehend zweibahnig ausgebauten Route nationale 11. Etwa 8,5 Kilometer nach ihrem Anfang zweigt nach Norden die Route départementale 137 ab, auf der die Europastraße 3 verläuft. Die E 601 überquert unmittelbar vor Mauzé-sur-le-Mignon  die Grenze zwischen den Départements Charente-Maritime und Deux-Sèvres, verläuft weiter in nordöstlicher Richtung und vor Frontenay-Rohan-Rohan und schwenkt auf die Route nationale 248, die zur Autoroute A10 (Europastraße 5) führt, die südlich von Niort erreicht wird und an der die E 601 endet.